# اچ‌ام‌اس کالپ (۱۸۰۰)
اچ‌ام‌اس کالپ (۱۸۰۰) (به انگلیسی: HMS Calpe (1800)) یک کشتی است. این کشتی در سال ۱۷۹۶ ساخته شد.